# Colostygia ustipennis
Colostygia ustipennis là một loài bướm đêm trong họ Geometridae.